# Ждан Вячеслав Миколайович
Ждан В'ячеслав Миколайович (5 вересня 1960; м. Миргород, Полтавська обл.) — ректор Полтавського державного медичного університету, заслужений лікар України (2002), лавреат Державної премії України (2019), доктор медичних наук (1995), професор (1998), академік Української академії наук (2005), голова Асоціації сімейних лікарів Полтавської області, голова госпітальної ради Східного госпітального округу Полтавської області, член правління Асоціації ревматологів України, член правління Республіканського наукового товариства ревматологів, член Польського Товариства Публічного Здоров'я, член правління Асоціації сімейних лікарів України.

## Біографія
Народився 5 вересня 1960 року в м. Миргороді Полтавської області в сім'ї службовців.
У 1978 році закінчив із відзнакою Чутівську середню школу Полтавської області. Цього ж року вступив на лікувальний факультет Полтавського медичного стоматологічного інституту, який закінчив із відзнакою в 1984 році.
Свій науковий шлях В. М. Ждан розпочав, навчаючись у клінічній ординатурі на кафедрі факультетської терапії Полтавського медичного стоматологічного інституту.
З листопада 1985 року по травень 1987 року проходив дійсну військову службу в армії на посаді лікаря-ординатора кардіологічного відділення 408 окружного військового шпиталю в м. Києві.
З вересня 1987 року продовжив навчання в клінічній ординатурі на кафедрі внутрішніх хвороб № 1 Полтавського медичного стоматологічного інституту, яку закінчив у серпні 1988 року.
З червня 1987 року по серпень 1987 року — лікар анестезіолог-реаніматолог кардіологічного відділення Полтавської обласної клінічної лікарні.
З вересня 1988 року по вересень 1991 року, обраний за конкурсом, працював на посаді асистента кафедри внутрішніх хвороб № 1.
У 1989 році захистив кандидатську дисертацію за спеціальністю 14.01.11 «Кардіологія» на тему «Корекція гемореологічних показників у хворих на ішемічну хворобу серця».
З вересня 1991 року по березень 1997 року — доцент кафедри факультетської терапії (29.08.1994 р. на базі Полтавського державного медичного стоматологічного інституту створена Українська медична стоматологічна академія).
З січня 1992 року по липень 2000 року, додатково за контрактом, працював завідувачем ревматологічного відділення Полтавської обласної клінічної лікарні ім. М. В. Скліфосовського, обласним ревматологом.
У 1995 році захистив докторську дисертацію за спеціальністю 14.01.11 «Кардіологія» на тему «Комплексна терапія кардіогемореологічних та метаболічних порушень при хронічній серцевій недостатності у хворих з атеросклеротичним та ревмокардитичним кардіосклерозом».
З березня 1997 року по квітень 1997 року працював на посаді професора кафедри факультетської терапії, у квітні 1997 року призначений виконувачем обов'язків, а в жовтні обраний за конкурсом на посаду завідувача кафедри удосконалення лікарів-терапевтів Української медичної стоматологічної академії.
У 1998 році присвоєне вчене звання професора кафедри удосконалення лікарів-терапевтів УМСА.
З липня 2000 року по листопад 2003 року, додатково за контрактом, — головний лікар Полтавської обласної клінічної лікарні імені М. В. Скліфосовського. За час його роботи на цій посаді значно покращилися показники роботи лікарні, активно впроваджувалися нові методики діагностики та лікування. За ініціативи Управління охорони здоров'я Полтавської обласної державної адміністрації за активної участі головного лікаря Полтавської обласної клінічної лікарні ім. М. В. Скліфосовського Ждана В. М., обласних фахівців у області вперше запроваджено виїзди бригад фахівців безпосередньо у села для проведення на місцях медичних оглядів, диспансеризації й оздоровлення працівників сільського господарства та жителів села.
З вересня 2003 року по жовтень 2003 року — виконувач обов'язків ректора Української медичної стоматологічної академії.
З жовтня 2003 року по жовтень 2008 року, обраний за конкурсом, працював на посаді ректора Української медичної стоматологічної академії (з 28.03.2005 р. — Вищий державний навчальний заклад України «Українська медична стоматологічна академія»).
З жовтня 2008 року по лютий 2009 року — в. о. ректора ВДНЗУ «УМСА» у зв'язку із закінченням дії контракту.
З лютого 2009 року по лютий 2014 року — ректор ВДНЗУ «Українська медична стоматологічна академія».
З 10 квітня 2014 року по 10 квітня 2019 року — ректор ВДНЗУ «УМСА» (з 31.08.2018 р. перейменовано в Українську медичну стоматологічну академію). У цей час значну увагу приділяв підвищенню рейтингу очолюваного ним закладу вищої освіти. Відбулися значні зміни, які дозволили піднятися вишу на новий конкурентоспроможний рівень підготовки спеціалістів, запровадити найсучасніші технології навчання.
З 11 квітня 2019 року, у зв'язку із закінченням дії контракту на посаді ректора УМСА, переведений на посаду професора кафедри сімейної медицини і терапії до обрання за конкурсом.
У травні 2019 року обраний за конкурсом на посаду ректора УМСА за контрактом.
У квітні 2021 року, у зв'язку з реорганізацією УМСА шляхом її приєднання до Полтавського державного медичного університету звільнений із посади ректора УМСА.
З травня 2021 року — в. о. ректора ПДМУ до призначення ректора в установленому законодавством порядку.
У вересні 2021 року обраний за конкурсом на посаду ректора Полтавського державного медичного університету за контрактом.
Ждан В. М. неодноразово проходив курси стажування й удосконалення. Має вищу кваліфікаційну категорію з терапії, загальної практики — сімейної медицини й організації та управління охороною здоров'я. Голова Асоціації сімейних лікарів Полтавської області, голова госпітальної ради Східного госпітального округу Полтавської області, член правління Асоціації ревматологів України, член правління Республіканського наукового товариства ревматологів, член Польського Товариства Публічного Здоров'я, член правління Асоціації сімейних лікарів України, академік Української академії наук, лауреат Державної премії України в галузі науки і техніки.

## Наукова діяльність
В. М. Ждан — автор 678 наукових праць, поміж них: 33 патенти на винахід і корисну модель України, 5 авторських свідоцтв на твір, 9 монографій, 7 підручників, 44 навчальні й навчально-методичні посібники, 26 методичних рекомендацій, 4 книги з сімейної медицини, 2 латино-українські медичні енциклопедичні словники, 5 інформаційних листів, 20 публікацій у виданнях наукометричних баз Scopus і Web of Science із високим індексом цитування.
Під його керівництвом захищено 9 кандидатських дисертацій. Наукові праці Ждана В. М. присвячені детальному вивченню питання медичної допомоги хворим із ішемічною хворобою серця з усіма її ускладненнями; впливу іонізуючого випромінювання на розвиток і перебіг хвороб серця та кістково-м'язової системи. Ждан В. М. присвячує багато уваги навчанню та підвищенню кваліфікації аспірантів, лікарів-інтернів і лікарів. Саме під керівництвом професора Ждана В. М. була виконана низка наукових досліджень із вивчення питань гемореологічних показників у хворих із хронічною серцевою недостатністю на фоні застосування інгібіторів ангіотензинперетворюючого ферменту у хворих із атеросклерозом змішаного ґенезу; можливостей корекції реологічних і метаболічних порушень у хворих активним ревматичним процесом; застосування екстракорпоральної терапії при корекції імунного статусу у хворих із системним ураженням сполучної тканини; вплив хондропротекторної терапії на клініко-фізіологічні показники у хворих на остеоартроз та ревматоїдний артрит.
Професор Ждан В. М. — головний редактор журналів, атестованих ВАК України: «Проблеми екології та медицини», «Вісник проблем біології і медицини», «Актуальні проблеми сучасної медицини. Вісник Української медичної стоматологічної академії», «Світ медицини та біології»; член редколегій міжнародних фахових журналів «Innovative Medicine and Biology», Канада; «Journal of Family Medicine and Health Care (JFMHC)», США.

## Нагороди та почесні звання
У 2002 році В. М. Ждану присвоєне почесне звання «Заслужений лікар України». У 2005 році присвоєне звання академіка Української академії наук. Із 2006 року — президент Полтавської обласної громадської організації «Асоціація лікарів сімейної медицини». За плідну та творчу багаторічну роботу В. М. Ждан нагороджений Почесною грамотою Верховної Ради України, грамотами Міністерства охорони здоров'я України (2006), (2011), управління охорони здоров'я та обласної державної адміністрації, медалями «Відмінник освіти України», «За заслуги в охороні здоров'я», пам'ятною медаллю «За досягнення в галузі міжнародної освіти», орденом «За заслуги ІІІ ступеня» (2021 р.)
Ждан В. М. є депутатом Полтавської обласної ради VIII скликання.

## Наукові праці
- Google Scholar [Архівовано 4 листопада 2021 у Wayback Machine.]
- Orcid [Архівовано 4 листопада 2021 у Wayback Machine.]
- Scopus